# Liam Killeen
Liam Killeen (né le 12 avril 1982 à Great Malvern) est un coureur cycliste anglais. Spécialisé dans le VTT et le cyclo-cross, il a remporté la médaille d'or de l'épreuve de cross-country des Jeux du Commonwealth de 2006 et a été champion de Grande-Bretagne de cette discipline en 2008 et 2009.

## Palmarès en cyclo-cross
- 1999-2000
  -  Champion de Grande-Bretagne de cyclo-cross juniors
- 2000-2001
  -  Champion de Grande-Bretagne de cyclo-cross espoirs
- 2001-2002
  - 2e du championnat de Grande-Bretagne de cyclo-cross espoirs
- 2002-2003
  - 2e du championnat de Grande-Bretagne de cyclo-cross espoirs
- 2003-2004
  -  Champion de Grande-Bretagne de cyclo-cross espoirs
- 2004-2005
  - Ipswich
  - 2e du championnat de Grande-Bretagne de cyclo-cross
- 2005-2006
  - 2e du championnat de Grande-Bretagne de cyclo-cross
- 2007-2008
  - 2e du championnat de Grande-Bretagne de cyclo-cross
- 2010-2011
  - National Trophy Series #2 - Ipswich, Ipswich
  - 3e du championnat de Grande-Bretagne de cyclo-cross
- 2011-2012
  - National Trophy Series #6 - Shrewsbury, Shrewsbury
  - 2e du championnat de Grande-Bretagne de cyclo-cross
- 2015-2016
  -  Champion de Grande-Bretagne de cyclo-cross
  - National Trophy Series #6, Milton Keynes
- 2016-2017
  - 2e du championnat de Grande-Bretagne de cyclo-cross
- 2017-2018
  - 3e du championnat de Grande-Bretagne de cyclo-cross

## Palmarès en VTT

### Jeux olympiques
- Athènes 2004
  - 5e du cross-country

- Pékin 2008
  - 7e du cross-country

### Championnats du monde
- Les Gets 2004
  -  Médaillé d'argent du cross-country espoirs
- Canberra 2009
  - 9e du relais mixte
- Beaupré 2010
  - 7e du cross-country

### Jeux du Commonwealth
- Manchester 2002
  -  Médaillé de bronze du cross-country
- Melbourne 2006
  -  Médaillé d'or du cross-country

### Coupe du monde
- 2005
  - 1er du marathon à Mont-Saint-Anne

### Championnats d'Europe
- 2000
  -  Champion d'Europe du cross-country juniors

### Championnats nationaux
- 2000
  -  Champion de Grande-Bretagne de cross-country juniors
- 2002
  -  Champion de Grande-Bretagne de cross-country espoirs
- 2003
  -  Champion de Grande-Bretagne de cross-country espoirs
- 2004
  -  Champion de Grande-Bretagne de cross-country espoirs
- 2008
  -  Champion de Grande-Bretagne de cross-country
- 2009
  -  Champion de Grande-Bretagne de cross-country
- 2010
  -  Champion de Grande-Bretagne de cross-country
- 2011
  -  Champion de Grande-Bretagne de cross-country
- 2012
  -  Champion de Grande-Bretagne de cross-country

## Palmarès sur route
- 2005
  - 3e de la Redlands Bicycle Classic